# NASA
Národní úřad pro letectví a vesmír, zkráceně NASA (anglicky National Aeronautics and Space Administration, NASA) je agentura federální vlády USA zodpovědná za civilní kosmický program, za všeobecný výzkum vesmíru a za výzkum v oblasti letectví.

## Historie

### Vznik a začátky
Ve Spojených státech zaštiťoval od roku 1915 výzkum v oblasti letectví Národní poradní výbor pro letectví (NACA, National Advisory Committee for Aeronautics). Od roku 1946 se NACA věnoval také experimentům s raketoplány, jako byl nadzvukový Bell X-1. V první polovině 50. let se pozornost NACA a dalších (vojenských) institucí obrátila ke kosmickému výzkumu, především vypuštění první umělé družice Země. Program Vanguard amerického námořnictva se však zdržel a náhradní armádní Explorer 1 byl předstižen sovětským Sputnikem. Šok ze zpochybnění americké technologické nadřazenosti vedl americkou vládu k rozhodné akci.
Dne 29. července 1958 americký prezident Eisenhower podepsal „National Aeronautics and Space Act“, zákon, kterým vznikl Národní úřad pro letectví a vesmír (NASA). V NASA se soustředil veškerý nevojenský vesmírný výzkum. Vývoj vojenských vesmírných prostředků dostala za úkol současně založená Agentura pro pokročilé výzkumné projekty (ARPA, dnes DARPA).
NASA začala fungovat 1. října 1958, přičemž převzala veškeré zaměstnance a objekty NACA – čtyři laboratoře a zhruba 8000 zaměstnanců. Do NASA přešel rovněž personál a prostředky armádní ABMA a části Námořní výzkumné laboratoře.
První programy NASA byly zaměřeny na výzkum letů člověka do vesmíru. Program Mercury, zahájený v roce 1958, měl za cíl hlavně zjistit, zda člověk může přežít ve vesmíru. 5. května 1961 uskutečnil Alan Shepard balistický skok v kabině Mercury-Redstone 3 a 20. února 1962 se John Glenn stal prvním Američanem, který obletěl zeměkouli v kosmické lodi Mercury-Atlas 6.

### Program Apollo

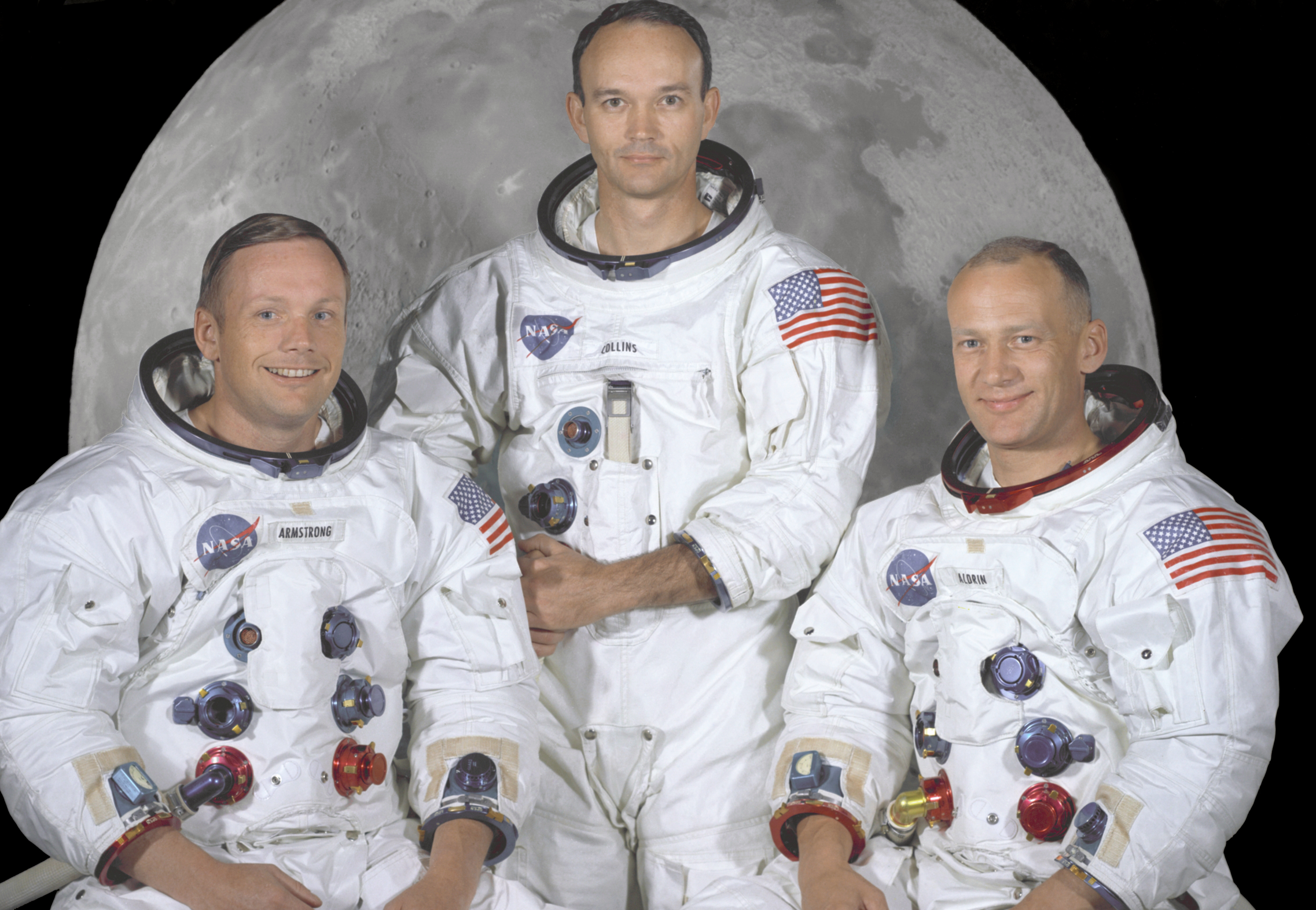
Neil Armstrong, Michael Collins, Edwin „Buzz“ Aldrin – posádka Apolla 11

Na vrcholu měla NASA k dispozici přes 4 % státního rozpočtu, ale nyní nemá ani 0,5 %

Znak NASA 1959–82 a od 1992

pečeť NASA

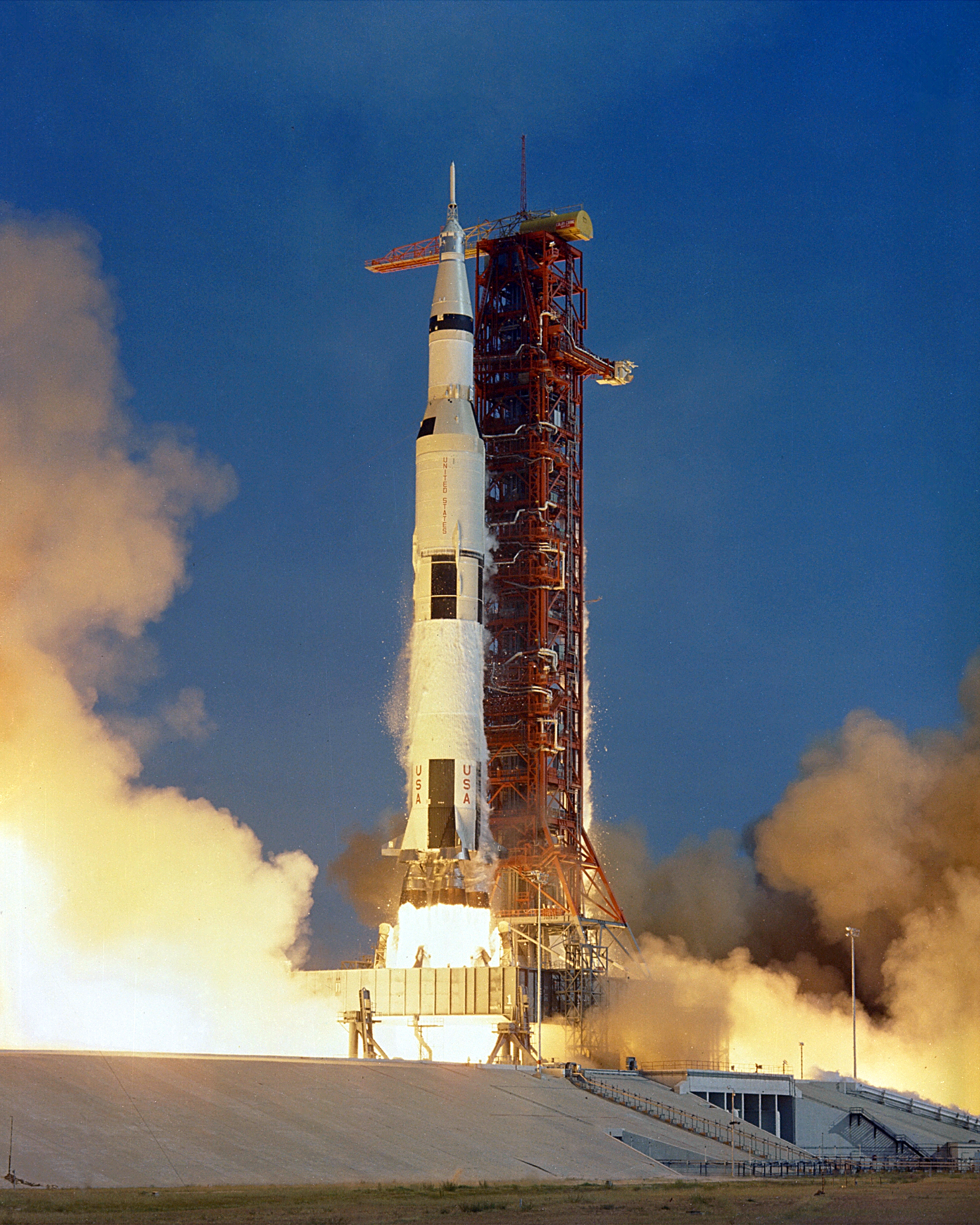
Raketa Saturn V

Poté, co program Mercury prokázal, že kosmické lety s lidskou posádkou jsou uskutečnitelné, byl zahájen program Apollo. Ten měl původně za cíl další výzkum vesmíru a eventuálně dosažení oběžné dráhy Měsíce. Jeho cíl byl předefinován poté, co prezident USA John F. Kennedy ve svém projevu z 25. května 1961 uvedl, že by Spojené státy měly dopravit člověka na Měsíc a bezpečně zpět na Zemi do roku 1970. Hlavním cílem programu Apollo se stalo právě přistání na Měsíci. Mezitím byl zahájen program Gemini, který měl umožnit vyzkoušení technologií a postupů nezbytných pro měsíční mise.
Po osmi letech, během kterých se uskutečnila řada zkušebních letů a při kterých zahynuli první američtí kosmonauti (požár Apolla 1 během tréninku startu), se podařilo cíl programu Apollo splnit. Posádka Apolla 11 přistála na Měsíci 20. července 1969.
Po splnění Kennedyho úkolu dopravit člověka na Měsíc podpora pro americký kosmický program ochabla. To se projevilo i předčasným ukončením měsíčních misí Apollo – ačkoli byly plánovány ještě tři další lety, program byl ukončen v prosinci 1972 letem Apolla 17 (je zajímavé, že to bylo poprvé a prozatím naposledy, kdy se na povrch Měsíce dostal profesionální vědec – geolog Harrison Schmitt). Jednou z příčin předčasného ukončení programu byly i rozpočtové škrty vyvolané válkou ve Vietnamu.

### Další rané mise
Ačkoli většina rozpočtu NASA byla věnována na pilotované kosmické lety, NASA vyslala také řadu bezpilotních sond. V roce 1962 odstartoval Mariner 2, který jako první lidmi vyrobená sonda proletěl kolem jiné planety – Venuše. Programy Ranger, Surveyor a Lunar Orbiter byly klíčové pro průzkum podmínek na Měsíci před přistáním lidí v rámci programu Apollo. Dvě sondy Program Viking přistály na Marsu a sondy Pioneer a Voyager se vydaly k vnějším planetám Sluneční soustavy – Jupiteru, Saturnu, Uranu a Neptunu, odkud vedle vědeckých dat vyslaly i barevné snímky.

### Skylab a Sojuz-Apollo
V roce 1973 NASA vypustila svoji první družicovou stanici – Skylab. Pro stanici byl využit upravený modul S-IVB, který byl normálně montován buď jako 2. stupeň nosiče Saturn 1B nebo jako 3. stupeň nosiče Saturn 5. Hmotnost stanice, včetně připojené lodi Apollo byla téměř 91 tun, průměr až 6,7 metru, délka 35 metrů, vnitřní objem 354 m³. Vystřídaly se na ní tři tříčlenné posádky, ale již v roce 1975 byla opuštěna, o čtyři roky později zanikla v atmosféře Země.
Po vítězství USA v závodech o dosažení Měsíce se obě mocnosti začaly orientovat na vzájemnou spolupráci. V programu Sojuz-Apollo se 17. července 1975 se americká loď Apollo spojila se sovětským Sojuzem 19. Tento projekt znamenal zahájení mezinárodní spolupráce ve výzkumu vesmíru a mnohé projekty, které existují dnes, mají počátek v té době.

### Raketoplány a stanice

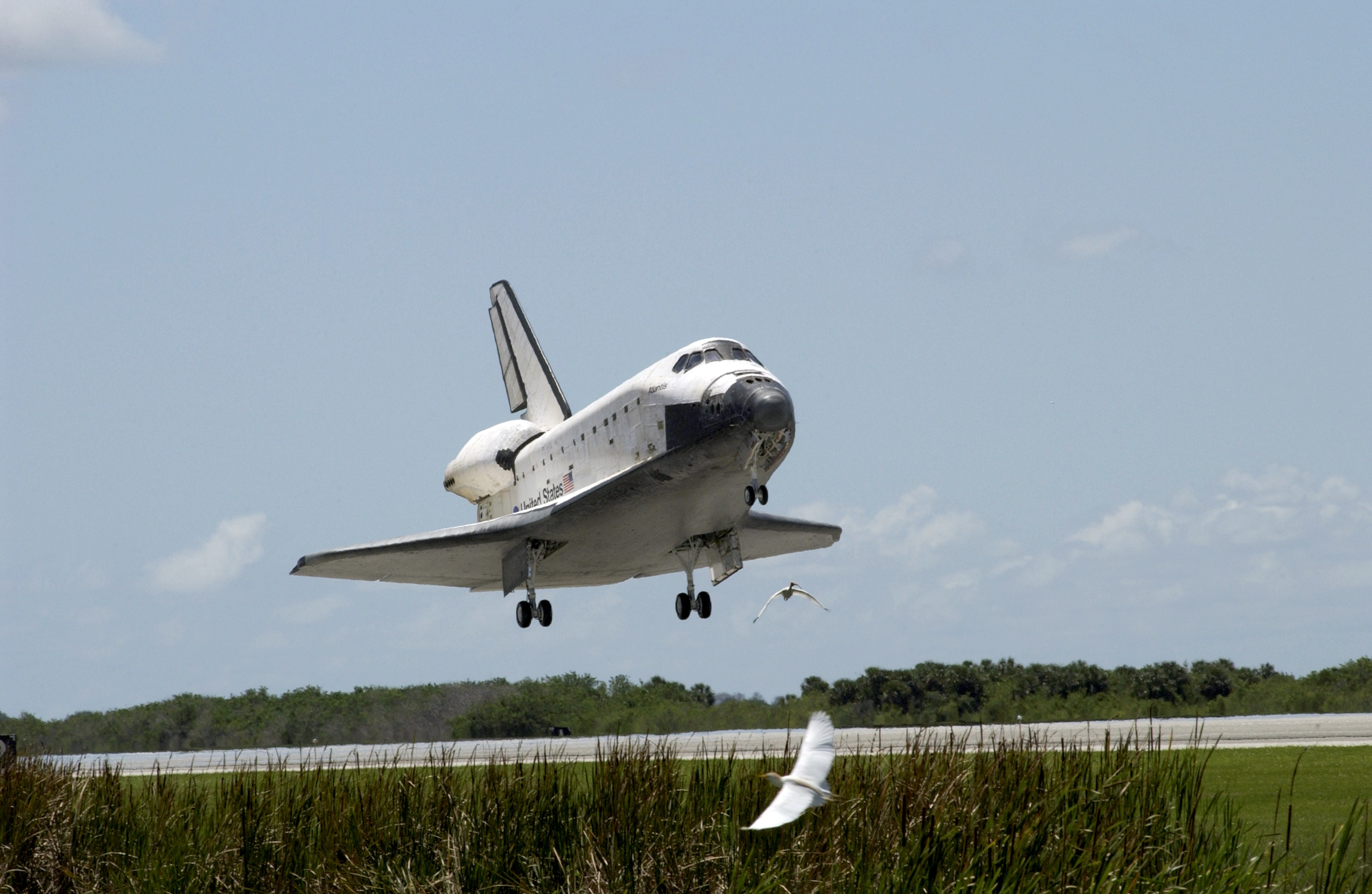
Raketoplán startuje jako raketa, ale přistává jako letadlo. Atlantis dosedá na přistávací dráhu Kennedyho kosmického střediska

Od druhé poloviny 70. let se hlavní úsilí NASA soustředilo na projekt raketoplánu. Do roku 1985 byly postaveny 4 raketoplány Space Shuttle, zamýšlené jako opakovaně použitelný dopravní prostředek na oběžnou dráhu Země. První z nich, Columbia, odstartoval 12. dubna 1981. Lety raketoplánů však byly podstatně dražší než se původně plánovalo a katastrofa Challengeru v roce 1986 ukázala jejich bezpečnostní vady.
Raketoplány byly využívány i k čistě vojenským letům (program některých expedic byl zcela tajný), ale jejich vědecký přínos byl značný. V roce 1990 vynesl raketoplán na oběžnou dráhu kolem Země Hubbleův vesmírný dalekohled (společný projekt s ESA, začátek významnější spolupráce obou organizací) a posádky raketoplánů na něm provedly i několik oprav a vylepšení přímo na oběžné dráze při pěti servisních misích.
Od roku 1984 NASA zahájila práce na další americké vesmírné stanici na oběžné dráze Země, její vypuštění se plánovalo roku 1992, nazvána byla Freedom. Průtahy s vývojem a rostoucí náklady vedly roku 1991 k přizvání partnerů z Evropy, Japonska a Kanady a roku 1993 i spojení s Ruskem. Zrodila se tak Mezinárodní vesmírná stanice, společný podnik ruského Roskosmosu, americké NASA, evropské ESA, japonské JAXA a kanadské CSA.
V roce 1995 se raketoplán poprvé připojil k ruské orbitální stanici Mir. Od roku 1998 pak na oběžné dráze Země začala výstavba Mezinárodní vesmírné stanice (ISS), ke které americké raketoplány uskutečnily řadu letů. Druhá katastrofa potkala program Space Shuttle 1. února 2003, kdy se nejstarší z flotily raketoplánů, Columbia, rozpadl nad Texasem. Na vině bylo poškození tepelné izolace na křídle, způsobené izolační pěnou odpadlou při startu z vnější nádrže. Poté byly lety raketoplánů dočasně zastaveny. Obnoveny byly v červenci 2006. Definitivně éra Shuttlů skončila misí STS-135 raketoplánu Atlantis v červenci 2011.
Od 90. let 20. století NASA čelila ztenčujícímu se rozpočtu (v posledních letech asi 16 mld. dolarů ročně). Devátý ředitel NASA Daniel S. Goldin proto prosadil přístup nazvaný „rychleji, lépe, laciněji“, který měl snížit náklady na kosmické lety. Tento přístup byl kritizován a přehodnocen po ztrátě sond Mars Climate Orbiter a Mars Polar Lander v roce 1999.

### Směr Mars

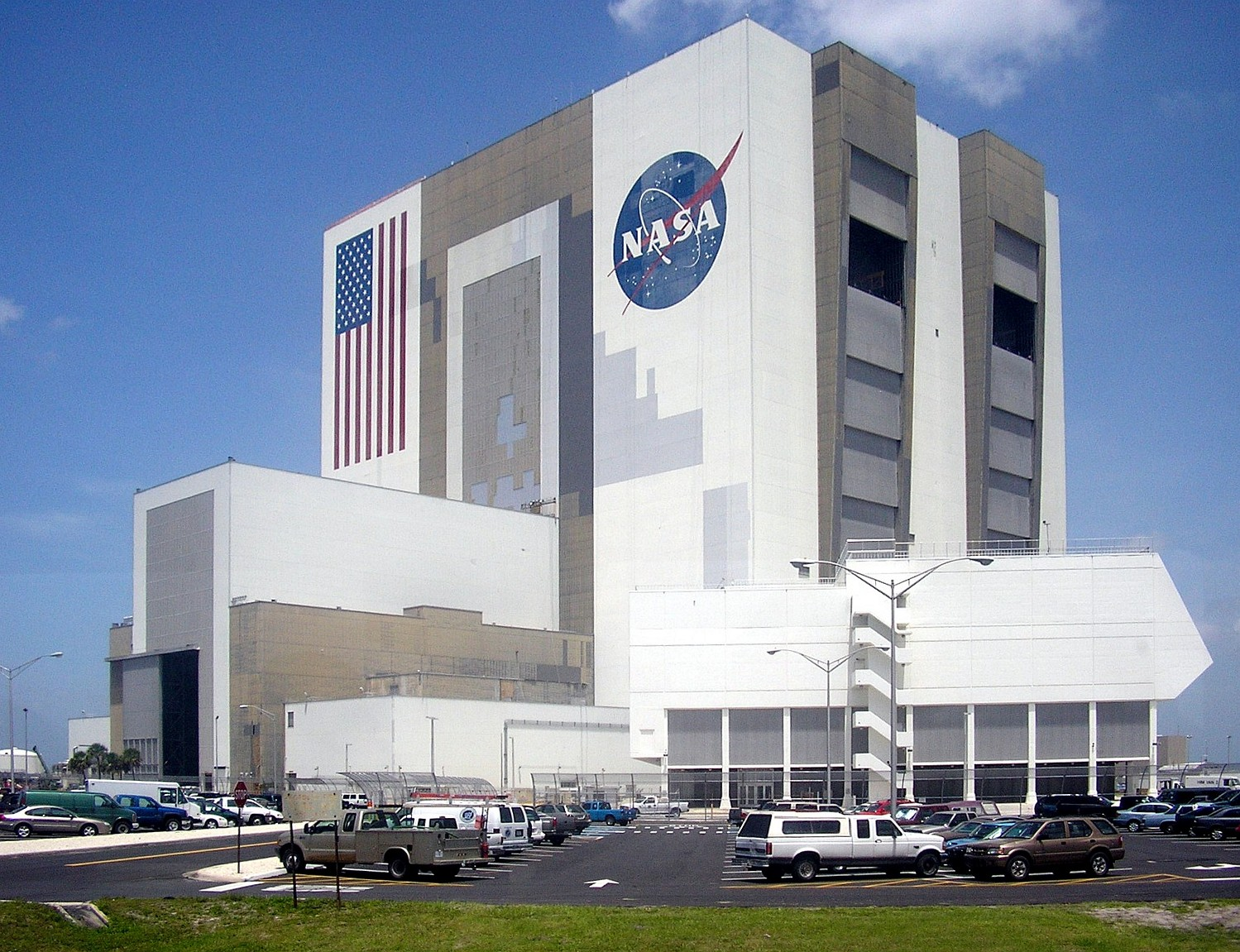
Montážní hala

Přistání malého vozítka Sojourner mise Mars Pathfinder na Marsu v roce 1997 si získalo značnou pozornost veřejnosti. Menší zájem si vysloužila dosud fungující družice Mars Global Surveyor, uvedená na oběžnou dráhu kolem rudé planety ve stejném roce. Od roku 2001 jí na oběžné dráze dělá společnost další sonda – Mars Odyssey, která hledá stopy bývalé vulkanické aktivity a působení vody na Marsu.
Po úspěšném přistání dalšího vozítka – Spirit – na Marsu pronesl 14. ledna 2004 americký prezident George W. Bush projev, ve kterém vytyčil svoji vizi budoucnosti americké kosmonautiky po očekávaném ukončení provozu Shuttlů (tehdy plánovaném na rok 2010, poslední let proběhl v červenci 2011) a dostavění stanice ISS (která bude pracovat nejméně do roku 2020). Podle ní se měli lidé vrátit na Měsíc do roku 2020 a vytvořit tam stálou základnu. Ta měla sloužit jako pokusná stanice i jako potenciální základna pro další výpravy. Výhledově se předpokládal let na Mars. Kosmické lodi a nosné rakety potřebné k realizaci vytyčených cílů měly být vyvinuty v programu Constellation.
Program Constellation zahrnoval vývoj nosných raket Ares I a Ares V s nosností cca 25 a 188 tun na LEO; kosmické lodi Orion určené jak pro dopravu kosmonautů k ISS, pro lety k Měsíci, a v dlouhodobém výhledu i dále do kosmického prostoru a k Marsu; lunárního modulu Altair a tahače EDS, který měl dopravit sestavu Orion-Altair od Země k Měsíci. Při vývoji se maximálně využívaly technologie (a dodavatelé) programu Space Shuttle. Program dospěl k testu Aresu I v říjnu 2009, ale na jaře 2010 byl, po několikaměsíčním rozvažování, zrušen. Důvodem byly přílišné finanční náklady a zpožďování vývoje.
Podle nejnovějších informací by měla první lidská posádka přistát na Marsu mezi lety 2035–2040.[zdroj⁠?!]

### Flexibilní přístup
Ještě roku 2010 byl náhradou za těžký nosič Ares V zahájen vývoj rakety SLS (Space Launch System), rovněž odvozené od Shuttlů, s nosností 70–129 tun na LEO. V průběhu roku 2011 padlo rozhodnutí o transformaci lodě Orion v MPCV (Multi-Purpose Crew Vehicle, víceúčelová pilotovaná loď), jež měla sloužit jako záchranná loď pro posádku ISS, v budoucnosti i letům k Měsíci, asteroidům a výhledově k Marsu. 
Pokračující úvahy o znovudobytí Měsíce a dobytí Marsu vedly v roce 2017 k zahájení programu Artemis, který v současnosti předpokládá návrat lidí na Měsíc v roce 2025 nebo 2026, přičemž zatím absolvoval první let kolem Měsíce s lodí bez posádky (Artemis I). Jádrem programu jsou raketa SLS a kosmická loď Orion, počítá se ale také s permanentní vesmírnou stanici Gateway na oběžné dráze kolem Měsíce. Součástí projektu je také intenzívní spolupráce se soukromými dodavateli různých služeb a techniky, např. přistávacích modulů, skafandrů nebo lunárních vozítek.
Také běžnou dopravu astronautů a jejich vybavení na oběžnou dráhu Země pro NASA svěřila soukromým výrobcům a provozovatelům kosmické techniky, vyvinuté po roce 2006 s finanční podporou NASA v programu COTS. Od roku 2012 létají k ISS nákladní lodi Dragon a Dragon 2 (Cargo Dragon) společnosti SpaceX a od roku 2020 také verze lodi Dragon 2 (Crew Dragon) určená pro dopravu osob. O rok později začaly dopravovat náklad také lodi Cygnus společnosti Northrop Grumman. Další mise byly přiděleny přiděleny společnostem Sierra Nevada (pro lety nákladní lodi Dream Chaser) a Boeing (pro lety s astronauty v lodi Starliner), které však dosud nedokončily nezbytné testování svých strojů.
A spolupráci se soukromými subjekty NASA rozvinula také v případě nástupce Mezinárodní vesmírné stanice, kterou bude nutné po roce 2030 nahradit. Nové koncepty soukromých vesmírných stanic poskytovaných pro programy NASA vznikají ve spolupráci se společnostmi Axiom Space (Stanice Axiom), Blue Origin (Orbital Reef) a Voyager Space (Starlab).

## Vesmírné programy NASA

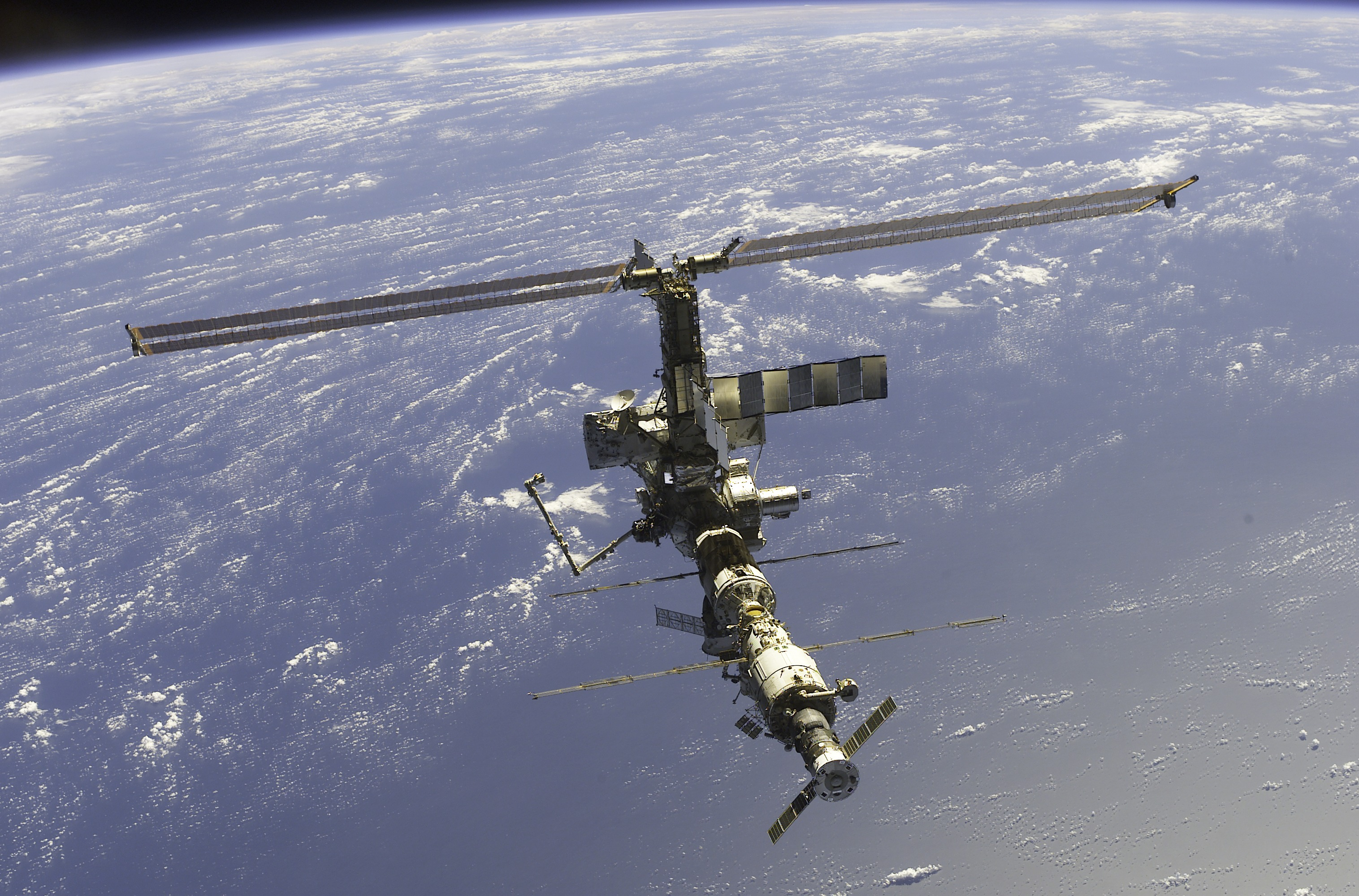
Mezinárodní vesmírná stanice ISS

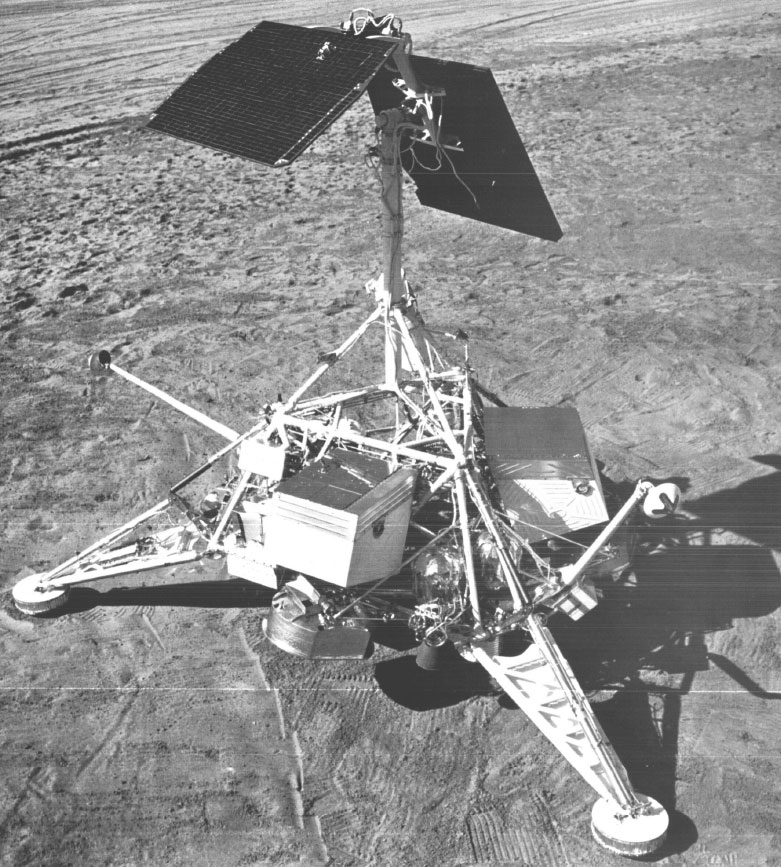
Surveyor

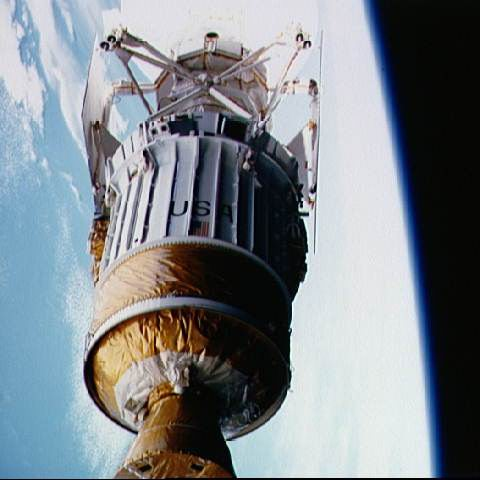
Magellan

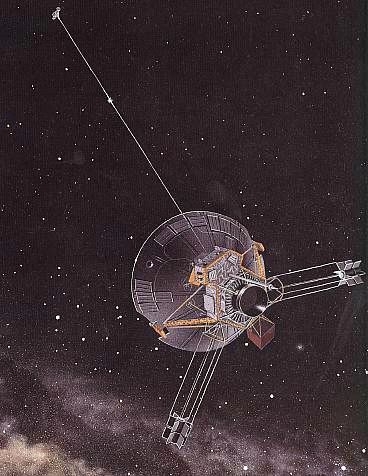
Pioneer 10

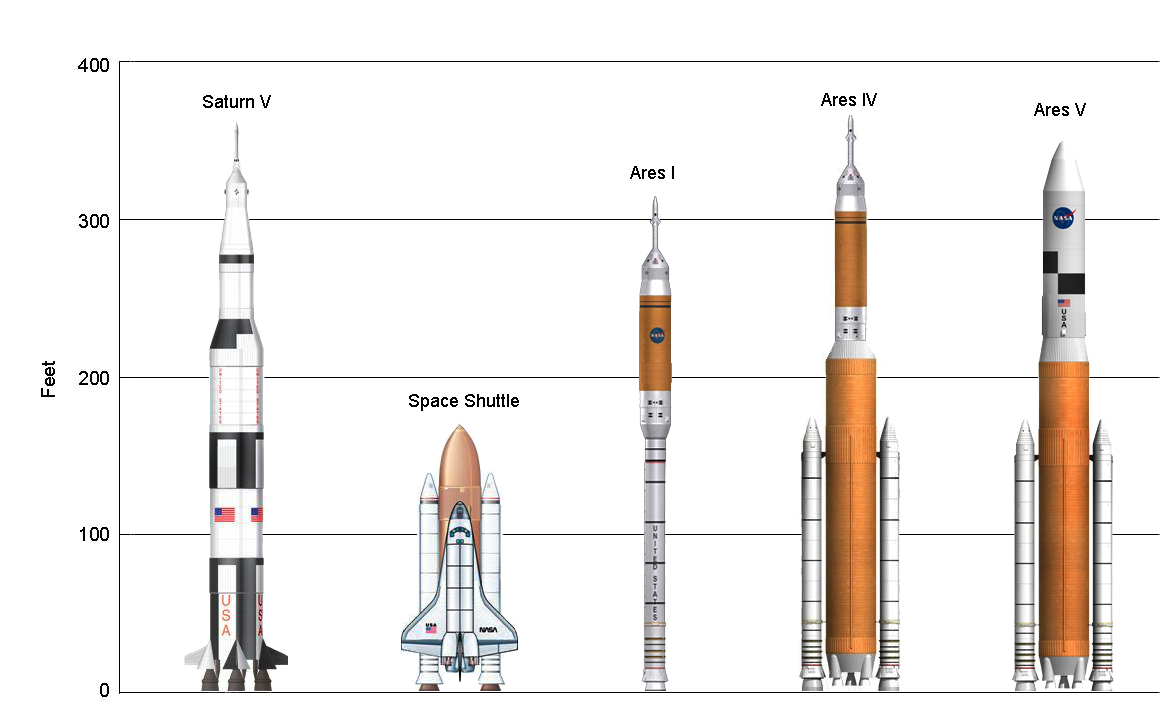
Zleva: Saturn V, Space Shuttle, a již zrušené Ares I, Ares IV a Ares V

### Pilotované kosmické lety
- Program Mercury
- Program Gemini
- Program Apollo
- Skylab
- Space Shuttle (raketoplány)
- Mezinárodní vesmírná stanice
- Artemis

### Nepilotované kosmické lety
- Výzkum Měsíce
  - Program Pioneer, mise 1 až 4
  - Program Ranger, všech devět misí
  - Program Surveyor, všech sedm misí
  - Program Lunar Orbiter, všech pět misí
  - Sonda Clementine
  - Sonda Lunar Prospector
- Výzkum Merkuru
  - Program Mariner, mise Mariner 10
  - Sonda MESSENGER
- Výzkum Venuše
  - Program Mariner, mise 1, 2, 5, 10
  - Program Pioneer, mise Pioneer-Venus 1 a Pioneer-Venus 2
  - Sonda Magellan
- Výzkum Marsu
  - Program Mariner, mise 3, 4, 6, 7, 8, 9.
  - Program Viking
  - Mars Observer
  - Mars Pathfinder
  - Mars Climate Orbiter
  - Mars Polar Lander
  - Mars Global Surveyor
  - 2001 Mars Odyssey
  - Mars Exploration Rover
  - Mars Reconnaissance Orbiter
  - Phoenix
  - Mars Science Laboratory (Curiosity)
  - MAVEN
  - InSight
  - Perseverance
- Výzkum Jupiteru
  - Program Pioneer, mise Pioneer 10 a Pioneer 11
  - Galileo
  - Juno
- Výzkum Saturnu
  - Program Pioneer, mise Pioneer 11
  - Cassini-Huygens
- Lety k více planetám současně
  - Program Pioneer, mise Pioneer 11 – Jupiter a Saturn
  - Program Mariner, mise Mariner 10 – Venuše a Merkur
  - Voyager 1 – Jupiter a Saturn
  - Voyager 2 – Jupiter, Saturn, Uran a Neptun
  - New Horizons – Jupiter, Pluto a Kuiperův pás
- Výzkum planetek, komet, meziplanetárního prostoru
  - Program Pioneer, mise 5-9
  - Program Explorer , sondy 35 a 49
  - Deep Space 1
  - NEAR Shoemaker
  - Stardust
  - CRAF – zrušená
  - Deep Impact
  - Dawn
  - OSIRIS-REx
- Výzkum Slunce
  - SOHO
  - Ulysses
  - SDO
  - dvojice sond STEREO
  - Genesis
  - Parker Solar Probe
- Vesmírné observatoře
  - Hubbleův vesmírný dalekohled
  - Comptonova gama observatoř
  - Rentgenová observatoř Chandra - rentgenový dalekohled
  - Spitzerův vesmírný dalekohled - infračervený dalekohled
  - COBE
  - IRAS
  - Vesmírný dalekohled Jamese Webba

## Střediska NASA

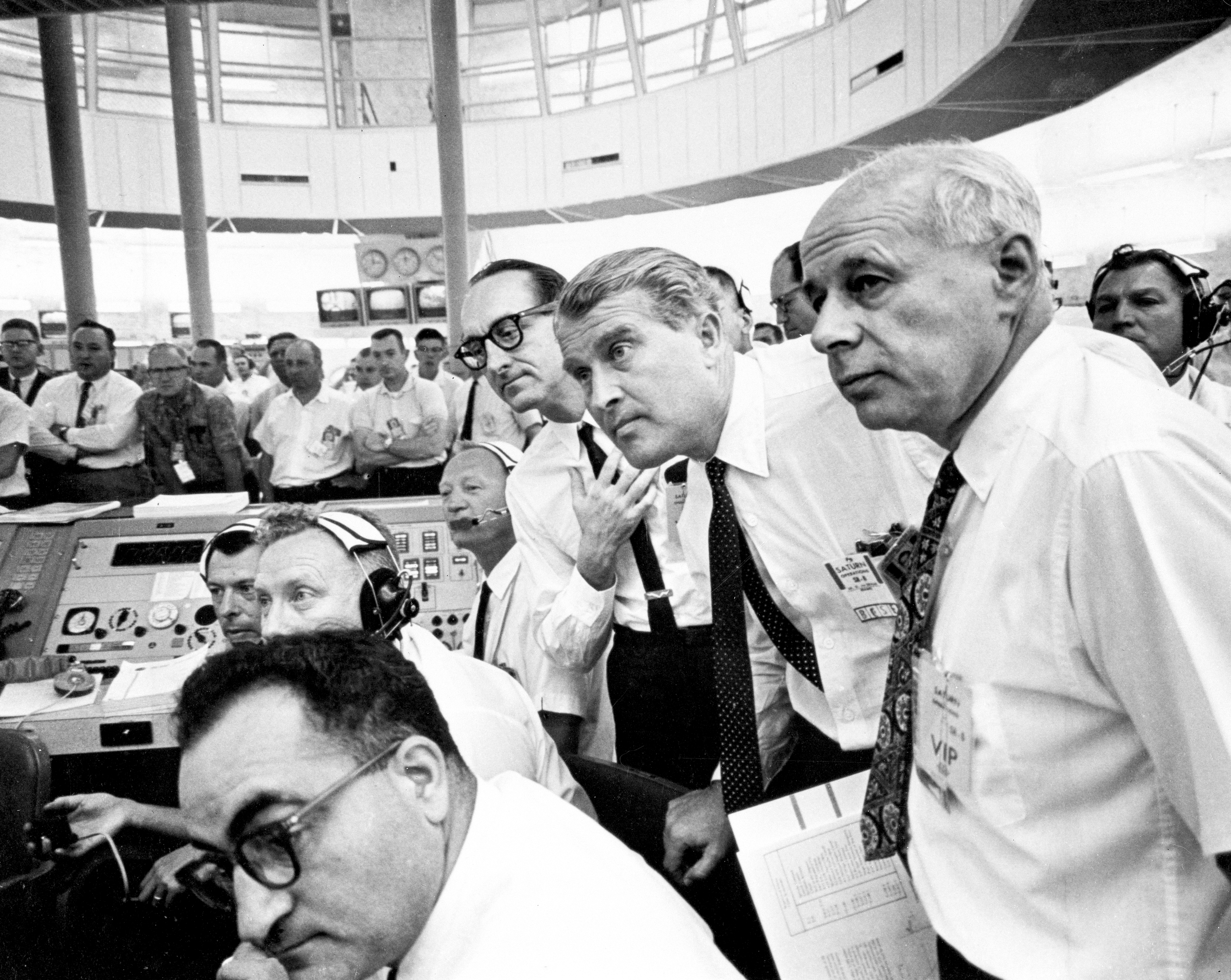
Wernher von Braun, ředitel MSFC, při prvním testu makety kosmické lodi Apollo 28. května 1964

Nejznámější zařízení NASA je Kennedyho vesmírné středisko (KSC) na Floridě, kosmodrom, ze kterého od roku 1968 startují všechny americké pilotované kosmické lodě. I když byly pilotované kosmické lety ve Spojených státech přerušeny od léta 2011, z KSC nadále startovaly nosné rakety s družicemi a sondami NASA. Pilotované lety byly obnoveny v květnu 2020 letem Crew Dragon Demo 2. Dalšími předními centry NASA jsou Marshallovo středisko vesmírných letů (MSFC) v alabamském Huntsville, ve kterém byla vyvinuta raketa Saturn 5 a orbitální stanice Skylab a Jet Propulsion Laboratory (JPL), jejíž inženýři zkonstruovali řadu družic a vesmírných sond, počínaje první americkou družicí Explorer 1.
Střediska a zařízení NASA mohou být podle účelu rozdělena na komunikační centra a teleskopy; kosmodromy a konstrukční střediska; výzkumná centra a konečně zkušební základny. Z historických a administrativních důvodů některá slouží více účelům.
Centrála NASA je umístěna ve Washingtonu. Středisko sdílených služeb (Shared Services center) leží na pozemcích Stennisova vesmírného střediska u zálivu St. Louis ve státě Mississippi.
Centry vědecké práce NASA jsou Amesovo výzkumné středisko v kalifornském Mountain View, Goddardův institut pro kosmický výzkum v New Yorku, Goddardovo kosmické středisko v marylandském Greenbeltu, Jet Propulsion Laboratory v kalifornské Pasadeně, Glennovo výzkumné středisko v Clevelandu a Langleyho výzkumné středisko v Hamptonu ve Virginii.
Kromě hlavního kosmodromu – KSC – používá NASA ke startům do vesmíru i Letové středisko Wallops na ostrově Wallops ve Virginii. Konstrukčními a testovacími středisky jsou dále Johnsonovo vesmírné středisko v Houstonu, Marshallovo středisko vesmírných letů, Montážní středisko Michoud v New Orleansu, Testovací středisko White Sands v Las Cruces v Novém Mexiku, Armstrongovo letecké výzkumné středisko na Edwardsově základně v Kalifornii, Amesovo, Glennovo a Langleyho výzkumná střediska, Nezávislé ověřovací zařízení ve Fairmontu v Západní Virginii a konečně Stennisovo vesmírné středisko.
Spojení s vesmírnými sondami zajišťují komplexy teleskopů (Deep Space Network) v australské Canbeře, kalifornském Barstow a španělském Madridu a teleskop na Havaji (Infrared Telescope Facility). Komunikace s objekty na oběžné dráze je vedena přes komunikační sítě Near Earth Network a Space Network.

## Ředitelé NASA
V čele NASA stojí ředitel (administrator), který je zároveň poradcem prezidenta Spojených států pro vesmír.
1. T. Keith Glennan (1958–1961)
2. James E. Webb (1961–1968)
3. Thomas O. Paine (1969–1970)
4. James C. Fletcher (1971–1977)
5. Robert A. Frosch (1977–1981)
6. James M. Beggs (1981–1985)
7. James C. Fletcher (1986–1989)
8. Richard H. Truly (1989–1992)
9. Daniel S. Goldin (1992–2001)
10. Sean O'Keefe (2001–2005)
11. Michael D. Griffin (2005–2009)
12. Charles F. Bolden (2009–2017)
13. Robert M. Lightfoot, Jr. (2017–2018) (zastupující)
14. Jim Bridenstine (2018–2021)
15. Bill Nelson (2021–2025)
16. Janet Petro (2025) (zastupující)
17. Sean Duffy (od 2025) (zastupující)

Nově zvolený americký prezident Donald Trump nominoval 4. prosince 2024 do funkce administrátora NASA (nejvyššího představitele agentury) Jareda Isaacmana. Isaacman je úspěšný americký podnikatel v oblasti platebních systémů, ale současně zkušený soukromý pilot a účastník dvou kosmických letů, které sobě i členům svých posádek financoval. Při svém druhém letu Polaris Dawn v září 2024 absolvoval vůbec první soukromý výstup do volného prostoru v historii. Protože tuto nominaci musel schválit americký Senát, Trump 20. ledna 2025, v den převzetí úřadu prezidenta USA, jmenoval zastupující administrátorkou agentury (Acting Administrator) Janet Petro, ředitelku Kennedyho vesmírného střediska, aby funkci vykonávala do schválení řádného ředitele. Návrh na Isaacsonovo jmenování 30. dubna 2025 podpořil výbor pro obchod, vědu a dopravu Senátu, definitivní schválení by musel provést celý Senát. Jednání bylo naplánováno na začátek června, ale Trump 31. května 2025 nominaci Isaacmana stáhl. Bílý dům změnu postoje vysvětlil potřebou, aby příští vedoucí pracovník NASA byl v naprostém souladu s prezidentovým programem America First. Trump poté 9. července 2025 jmenoval zastupujícím administrátorem NASA Seana Duffyho, ministra dopravy ve svém kabinetu.